# 古俣麻弥
古俣 麻弥（こまた まや、5月27日 - ）は日本の女性声優。ラディウス所属。以前はキャロットハウスに所属していた。埼玉県出身。
新潟県立新潟西高等学校、新潟中央短期大学卒業。

## 出演作品

### Webアニメ
- バイト先は「悪の組織」!?（2017年、セイレン）
- シルバニアファミリー『おしゃれな美容師セラフィナ』(セラフィナ)

### ゲーム
2006年
- スペクトラルフォース3 イノセントレイジ（ラト）

2007年
- アポカリプス デザイアネクスト
- ウィル・オ・ウィスプ（マリー）
- のーコネパズル たころん（アンジェリク）
- しゃるうぃ〜☆たころん（アンジェリク）
- スペクトラルジーン
- 緋色の欠片～あの空の下で（多家良清乃）
- 悠久ノ桜（妙子）
- ミストオブカオス（エマ、マイム）

2008年
- お掃除戦隊くりーんきーぱー（下っ端2号）
- 緋色の欠片DS（多家良清乃）
- 緋色の欠片ポータブル（多家良清乃）
- プティフール（メイ）
- 紫の焔（つーさん（オコジョ） ）
- っポイ!（明日美の姉）

2009年
- アルコバレーノ!（女の子）
- ウィル・オ・ウィスプDS（マリー）
- ウィル・オ・ウィスプ ポータブル（マリー）
- S.Y.K 〜新説西遊記〜（少女）
- お掃除戦隊くりーんきーぱーH（下っ端２号）
- ワンド オブ フォーチュン（ルルの母親）

2010年
- 乙女的恋革命★ラブレボ!! Portable

2011年
- 緋色の欠片 愛蔵版（多家良清乃）

2012年
- 蒼黒の楔〜緋色の欠片3〜（多家良清乃）

2024年
- ベイラーレジェンド（ムチン）
- スターフェイト：シャドウウォー（シーロ、アレサ）

### 吹き替え

#### アニメ
- ちびっこバス タヨ（2019年、アリス、ポコ）
- タヨのダイノ・キングダム・アドベンチャー（ハナの母）
- エース救出作戦 ちびっこバス タヨ（ベラー）
- マジックバス タヨ (カリ)

#### 劇場アニメ
- ちびっこバス タヨ 〜MISSION:ACE2 タヨのおもちゃアドベンチャー〜（2019年、ミナ）

### ドラマCD
- Mirage of Kingdom～双生のアリア～（ナレーター、アステリア妃）
- 現世奇譚(江藤沙耶香)
- 鬼っ子ハンターついなちゃん ボイスドラマ（鈴乃）

### ナレーション
- 人形の東玉ラジオCMナレーション
- 岡本太郎美術館 川崎市小学校低学年向け事前学習DVD
- eラーニング『Word』『Excel』『Access』『PowerPoint』
- 株式会社MS＆Consulting

### 舞台
- リバーサイド・アーティスト第3回公演「拓く!」（2008年12月26日 - 28日、シアターグリーンBIG TREE THEATER） - 制作・演出助手として参加[2]
- EARTH「こころや」（2012年4月6日 - 8日、日暮里d-倉庫）
- 第9回 要迷酒朗読の会「人」（2015年5月15日 - 17日、北池袋新生館シアター）
- BEYOND2015公演「伝言…〜ゼロから始まる物語〜」（2015年11月13日 - 15日、ウエストエンドスタジオ）

### その他
2012年以前
- 川崎市 NPO法人応援PRアニメーション　全5役
- 映画『虹 ～Mark of rainbow～』ニュースキャスター、スナックのママ（声のみ）
- 川崎市　宝くじマスコットキャラクター
- アフラック『プレミアサポート』オペレーター（顔出し出演）

2015年
- 『コエモエ』WEBサイト用ボイス　少年

2020年
- 下野国の稲荷狐 巫狗（みく）CV
- 株式会社C-SOSアニメCM『救援合体ベンキング』Vol.1　絶体絶命おばあちゃん編 お婆ちゃん
- ラポール綜合法律事務所漫画動画 女性役全て

2021年
- シルバニアファミリー公式チャンネル動画『おしゃれな美容師セラフィナ』セラフィナ役
- 栃木ケーブルTV「見て！聞いて！得する！TVう・ら・ら」栃木エリア2021年4月12日号    巫狗役

2023年
- SHAREVOX 鈴乃